# Viola Brothers Shore
Viola Brothers Shore (ur. 26 maja 1890 w Nowym Jorku, zm. 27 marca 1970 w Nowym Jorku) – poetka i prozaiczka amerykańska, znana również jako scenarzystka filmowa.

## Życiorys
Jej ojcem był Abram Brothers, z zawodu chirurg, a zamiłowania pisarz, aktor i skrzypek. Matka, Minnie Epstein Brothers, była potomkinią pierwszego koszernego masarza w Nowym Jorku. Viola miała dwoje rodzeństwa, siostrę Madeleine i brata Arthura J. Uczyła się w szkołach publicznych. Ukończyła Normal College (obecnie Hunter College). Naukę zakończyła w wieku szesnastu lat, zamierzając poświęcić się muzyce. Na przeszkodzie ambitnym planom nastolatki stanęła choroba ojca. W 1912 wyszła za mąż za inżyniera Williama Shore’a. W 1913 roku urodziła córkę Wilmę, która również została literatką. Podczas studiów na nowojorskim uniwersytecie Viola rozpoczęła karierę pisarską. Wydała między innymi tom opowiadań The Heritage: And Other Stories (1921). Pisała też wiersze i sztuki teatralne. W 1926 rozwiodła się z Williamem Shore’em, po czym poślubiła Henry’ego Braxtona, dystrybutora księgarskiego. W 1933 znowu się rozwiodła. W 1939 trzeci raz wyszła za mąż za Haskolla Gleichmana, działacza związkowego. Z nim również się rozwiodła w 1945. Była prześladowana pod zarzutem działalności antyamerykańskiej. W 1954 wróciła do Nowego Jorku. Wykładała na uniwersytecie.